# Divisional Intermedia de Fútbol de Uruguay
La Divisional Intermedia de Fútbol de Uruguay è stata una serie del campionato uruguaiano di calcio.
Nata nel 1915, fu inizialmente la seconda divisione del campionato. Fino al 1931 erano previste promozioni in (e retrocessioni dalla) prima divisione, poi nel 1932, con l'avvento del professionismo, i passaggi diretti tra le due serie furono bloccati, data l'impossibilità per molti club di diventare professionistici. Fu così che la Divisional Intermedia divenne la principale serie dei club amatoriali e così rimase fino al 1937, quando il sistema delle promozioni/retrocessioni fu ripristinato: precisamente esso consisteva in uno spareggio tra l'ultima classificata della massima serie e la prima della Divisional Intermedia, la cui vincente si sarebbe aggiudicata un posto in prima divisione.
Nel 1942, con la creazione della Segunda División professionistica, la Divisional Intermedia divenne la terza serie, mantenendo il suo carattere amatoriale.
Al termine della stagione 1971, l'AUF ne dispose la fusione con la Divisional Extra, formando dal 1972 il campionato di Tercera "C" (attuale Segunda División Amateur de Uruguay).

## Albo d'oro
| Anno | Vincitore          |
| ---- | ------------------ |
| 1915 | Dublín             |
| 1916 | Charley            |
| 1917 | Misiones           |
| 1918 | Belgrano           |
| 1919 | Liverpool (M)      |
| 1920 | Lito               |
| 1921 | Rampla Juniors     |
| 1922 | Bella Vista        |
| 1923 | Racing Montevideo  |
| 1924 | Capurro            |
| 1925 | Colón              |
| 1926 | Sud América        |
| 1927 | Colón              |
| 1928 | Central            |
| 1929 | Racing Montevideo  |
| 1930 | Racing Montevideo  |
| 1931 | Colón              |
| 1932 | Wilson             |
| 1933 | Montevideo Olimpia |

| Anno | Vincitore          |
| ---- | ------------------ |
| 1934 | Maroñas            |
| 1935 | Miramar Misiones   |
| 1936 | San Carlos         |
| 1937 | Liverpool (M)      |
| 1938 | Progreso           |
| 1939 | Progreso           |
| 1940 | Cerro              |
| 1941 | Cerro              |
| 1942 | Fénix              |
| 1943 | Danubio            |
| 1944 | Olivol             |
| 1945 | Bahía              |
| 1946 | Canillitas         |
| 1947 | Artigas            |
| 1948 | Non terminata      |
| 1949 | Fénix              |
| 1950 | Uruguay Montevideo |
| 1951 | Cerrito            |
| 1952 | Mar de Fondo       |

| Anno | Vincitore          |
| ---- | ------------------ |
| 1953 | Canillitas         |
| 1954 | Colón              |
| 1955 | Uruguay Montevideo |
| 1956 | Progreso           |
| 1957 | Uruguay Montevideo |
| 1958 | Mar de Fondo       |
| 1959 | Bella Vista        |
| 1960 | Huracán Buceo      |
| 1961 | Mar de Fondo       |
| 1962 | La Luz             |
| 1963 | Progreso           |
| 1964 | Platense           |
| 1965 | Uruguay Montevideo |
| 1966 | Rentistas          |
| 1967 | Huracán Buceo      |
| 1968 | Alto Perú          |
| 1969 | Mar de Fondo       |
| 1970 | Cerrito            |
| 1971 | Misiones           |